# Sebastian Fundora
Sebastian Fundora est un boxeur américain né le 28 décembre 1997 à West Palm Beach, Floride.

## Carrière
Passé professionnel en 2016, il remporte les titres de champion du monde des poids super-welters WBC et WBO le 30 mars 2024 en battant aux points Tim Tszyu. Après une autre victoire aux dépens de Chordale Booker le 22 mars 2025, Fundora est dépossédé de son titre WBO le 2 mai 2025 pour ne pas avoir souhaité affronter son challenger officiel, Xander Zayas. Il conserve toutefois son titre WBC en battant le 19 juillet 2025 par abandon au 7e round Tim Tszyu lors du combat revanche.

## Référence
1. ↑  (fr) Sebastian Fundora s’empare des ceintures WBC et WBO des super-welters en battant Tim Tszyu (ouest-france.fr)